# Pekan Arba
Pekan Arba is een bestuurslaag in het regentschap Indragiri Hilir van de provincie Riau, Indonesië. Pekan Arba telt 9169 inwoners (volkstelling 2010).